# Hypogeophis rostratus
Hypogeophis rostratus é uma espécie de anfíbio gimnofiono da família Caeciliidae. Está presente nas Ilhas Seychelles. É a única espécie do género Hypogeophis.